# Шабиз
Шабиз — река в России, протекает в Актанышском районе Татарстана. Впадает в Нижнекамское водохранилище.
Длина реки 41 км. Исток в 1,5 км к юго-востоку от деревни Апачево. На значительном протяжении течёт на северо-восток. В пойме Белой петляет по старицам на северо-запад и на юго-восток, затем на север по западному краю озера-старицы Старое Уразаево и впадает в левый берег залива водохранилища в низовьях реки Белая (в 40 км от её бывшего устья). Устье Шабиза находится на берегу протоки, отделённой островом от основного русла, в 4 км выше створа подходного канала к городу Агидель.
Основной приток (правый) — ручей Шабиз (протекает к востоку от реки и впадает в озеро Старое Уразаево).
В верховьях имеется несколько прудов. В низовьях слева от реки находится озеро Шабиз.
Населённые пункты
На реке расположены 13 сёл и деревень: от истока — Апачево, Атясево, Чураево, Чинниково, Новое Курмашево, Верхнее- и Нижнее Карачево, Калмашево, Шабызово, Чалманарат, Нижнее- и Верхнее Гареево, Азметьево. Крупнейшие населённые пункты всего бассейна — сёла Такталачук и Старое Курмашево.

## Данные водного реестра
По данным государственного водного реестра России относится к Камскому бассейновому округу, водохозяйственный участок реки — Кама от Воткинского гидроузла до Нижнекамского гидроузла, без рек Буй (от истока до Кармановского гидроузла), Иж, Ик и Белая, речной подбассейн реки — бассейны притоков Камы до впадения Белой. Речной бассейн реки — Кама.
Код водного объекта в государственном водном реестре — 10010101412111100026850.